# Lepo Sumera
Lepo Sumera, né le 8 mai 1950 à Tallinn et mort le 2 juin 2000 dans cette même ville, est un compositeur estonien.

## Biographie
Dès l'adolescence, Sumera a étudié avec Veljo Tormis et, à partir de 1968, avec le professeur Heino Eller à l'académie estonienne de la musique puis au conservatoire de Tallinn. Après la mort d'Eller, en 1970, il a poursuivi ses études avec Heino Jürisalu, obtenant son diplôme en 1973. De 1979 à 1982, il a ensuite poursuivi des études post-doctorales au conservatoire de Moscou avec Roman Ledenev. 
Sumera a été un pionnier dans la musique électro-acoustique et créée par ordinateur. Symphoniste renommé, il s'est également illustré comme compositeur de musique de chambre. Il a beaucoup composé pour le cinéma, grâce à son habileté à créer des atmosphères sonores particulières. La musique de Lepo Sumera a été exécutée dans la plupart des pays européens aussi bien qu'aux États-Unis, le Canada, le Japon et l'Australie.
L'orchestre philharmonique était la formation de prédilection de Sumera, de sorte que la symphonie est devenue sa production principale. Ses symphonies reflètent son expérience plus sérieuse et plus douloureuse. Du point de vue stylistique, les deux premières symphonies (1981 ; 1984) sont étroitement liées ; les modes diatoniques, les longues sections répétant les motifs principaux et les variations qui apparaissent dans des textures polyrythmiques complexes et ambiguës sont caractéristiques de ses compositions entre 1981 et 1986. 
Dès la fin des années 1980, Sumera a préféré des modes synthétiques chromatiques, certains d'entre eux ont été créés par lui et ont prêté une particulière attention à la variété de couleurs harmoniques. Durant cette période, il a écrit ses troisième (1988) et quatrième symphonies (Serena Borealis, 1992). Les textures complexes que l'on trouve dans l'explosive et anxieuse cinquième symphonie (1995) sont basées sur une utilisation étendue de contrepoint aléatoire. La musique méditative de sa dernière œuvre, la sixième symphonie (2000), est la plus énigmatique et tragique qu'il ait jamais écrit et s'avère fascinante.
Plusieurs de ses compositions chorales et de chambre témoignent du vif sens de l'humour du compositeur. Des idées originales et pleines d'esprit se révèlent dans la Mushroom cantata, la « Cantate du champignon », dont le texte égrène des noms latins de champignons.

## Œuvres
- In memoriam (1972)
- Symphonie no 1 (1981)
- Pikseloits (1983)
- Symphonie no 2 (1984)
- Symphonie no 3 (1988)
- Concerto pour piano et orchestre (1989)
- Symphonie no 4, « Serena borealis » (1992)
- Hobuste ballett (1992)
- Musica tenera (1992)
- Symphonie no 5 (1995)
- Symphonie no 6 (2000)

## Repères discographiques
- Symphonies no  1, 2 & 3, Paavo Järvi (BIS)
- Symphonie no  4, Musica Tenera, Concerto pour piano, Paavo Järvi (BIS)
- Symphonie no  5, musique pour orchestre de chambre, In memoriam, Paavo Järvi (BIS)
- Symphonie no  6, Concerto pour violoncelle, musique profane, Paavo Järvi (BIS)
- To Reach Yesterday, Reval Ensemble & Pille Lill, Marje Lohuaru (Megadisc Classics)
- Mushroom Cantata et autres œuvres chorales, Tõnu Kaljuste (BIS)
- Symphonie pour cordes et percussions-1998 (Finlandia)